# كريس بانج
كريس بانج (بالإنجليزية: Chris Pang)‏ هو ممثل أسترالي، ولد في 29 ديسمبر 1984 في أستراليا.

## أعمال

### أفلام
- (2014) أنا
- (2018) أغنياء آسيويون مجانين

## وصلات خارجية
- كريس بانج على موقع IMDb (الإنجليزية)
- كريس بانج على موقع ميتاكريتيك (الإنجليزية)
- كريس بانج على موقع ألو سيني (الفرنسية)
- كريس بانج على موقع قاعدة بيانات الأفلام السويدية (السويدية)
- كريس بانج على موقع قاعدة بيانات الفيلم (الإنجليزية)
- كريس بانج على موقع كينوبويسك (الروسية)